# FC SOYUZ-Gazprom Izhevsk
El Football Club SOYUZ-Gazprom Izhevsk (en ruso: Футбольный клуб «СОЮЗ-Газпром» Ижевск) fue un club de fútbol ruso con sede en la ciudad de Izhevsk, república de Udmurtia, fundado en 1988 y activo a nivel profesional desde 1991. Su última temporada fue en la Segunda División de Rusia.
Compitió en la Primera División de 1993 a 1996 y nuevamente desde 1996 a 2004, terminando en cuarto lugar en 1996.
Se disolvió antes de la temporada de 2011 y se fusionó con la institución estatal regional «SDIUSSHOR Izhevsk» para formar Football Club Zenit Izhevsk.

## Jugadores

### Plantilla 2010
- Datos: Q2383044